# Frank D'Rone
Frank D'Rone (Brockton, 26 de abril de 1932 – Wheaton, 3 de outubro de 2013),  foi um cantor  e músico de jazz americano.